# Ferrari (película de 2023)
Ferrari es una película biográfica y drama deportivo estadounidense de 2023 escrita y dirigida por Michael Mann. El guion está adaptado del libro de no ficción de 1991 Enzo Ferrari: The Man, The Cars, The Races, The Machine del periodista de deportes de motor Brock Yates y el largometraje sigue las luchas personales y profesionales de Enzo Ferrari, el fundador italiano del fabricante de automóviles Ferrari, durante el verano de 1957 cuando la Scuderia Ferrari se prepara para competir en la Mille Miglia de 1957.
El reparto está protagonizado por Adam Driver (como el protagonista titular), Penélope Cruz, Shailene Woodley, Gabriel Leone, Sarah Gadon, Jack O'Connell y Patrick Dempsey.
Ferrari se estrenó el 31 de agosto de 2023 en el Festival de Cine de Venecia tras ser seleccionado para competir por el León de Oro y el 25 de diciembre de 2023 en los Estados Unidos. La película se estrenó el 22 de febrero del 2024 en México. La película originalmente estaba programada para estrenarse en el servicio de transmisión Showtime, pero finalmente se estrenó en cines en los Estados Unidos el 25 de diciembre de 2023 por Neon. La película ha recaudado 43 millones de dólares en todo el mundo y recibió críticas generalmente positivas de los críticos. Fue nombrada una de las 10 mejores películas de 2023 por la Junta Nacional de Revisión.

## Argumento
En el verano de 1957 el expiloto y empresario italiano Enzo Ferrari (Adam Driver), prepara su equipo de carreras para la Mille Miglia, una carrera de resistencia en carreteras abiertas italianas que recorre aproximadamente mil millas. Ferrari y su esposa, Laura (Penélope Cruz), enfrentan crisis tanto domésticas como profesionales y lloran la muerte de su único hijo, Dino (Benedetto Benedettini), que murió un año antes. Aunque ha impedido que Laura se entere de sus infidelidades, la amante de Ferrari, Lina Lardi (Shailene Woodley), lo presiona para que le conceda a su hijo ilegítimo, Piero (Giuseppe Festinese), el apellido de Ferrari a medida que se acerca su confirmación.
Mientras tanto, a raíz del innovador desarrollo del coche de Fórmula 1 del equipo, la fabrica Ferrari está sufriendo una grave crisis financiera. Al no tener otra opción, Ferrari debe fusionarse con alguna empresa para seguir fabricando autos de competencia. Sin embargo, Laura posee la mitad de las acciones de Ferrari y para seguir adelante con los acuerdos, Enzo debe convencer a Laura de que le ceda la totalidad de la empresa. Laura, resentida, exige un cheque por 500,000 dólares, lo que arruinará a la empresa si ella lo cobra. Laura confirma sus sospechas de que Enzo ha estado teniendo una aventura después de descubrir dónde viven Lina y Piero en el campo a las afueras de Módena. Enzo acepta suscribir el cheque y confiar en que ella esperará a cobrarlo.
Mientras comienza la Mille Miglia en Brescia, Ferrari les da la estrategia de la carrera a sus pilotos a mantenerse por delante de la competencia. Durante una parada en boxes en Roma, la última incorporación de Enzo al equipo, Alfonso de Portago (Gabriel Leone), se niega a cambiar neumáticos de su Ferrari 335 S para mantenerse en cabeza; sufre un reventón y pierde el control del vehículo, que se sale de la carretera, matando a de Portago, su navegante Edmund Nelson (Erik Haugen) y nueve espectadores en el accidente resultante. Otro de los pilotos de Ferrari, el veterano Piero Taruffi (Patrick Dempsey), completa el viaje de ida y vuelta de Brescia a Roma y gana la carrera. Los medios culpan a Ferrari por el letal accidente de Portago y Laura cobra su cheque para sobornar a los periodistas. Ella cede todos los derechos de la empresa y solicita que, a cambio, Enzo se abstenga de darle a Piero el apellido de Ferrari hasta después de su muerte. Enzo está de acuerdo y luego lleva a Piero a la tumba de su medio hermano.

## Elenco
- Adam Driver como Enzo Ferrari
- Penélope Cruz como Laura Ferrari
- Shailene Woodley como Lina Lardi
- Gabriel Leone como Alfonso de Portago
- Sarah Gadon como Linda Christian
- Jack O'Connell como Peter Collins
- Patrick Dempsey como Piero Taruffi
- Michele Savoia como Carlo Chiti
- Giuseppe Bonifati como Giacomo Cuoghi
- Erik Haugen como Edmund "Gunner" Nelson
- Ben Collins como Stirling Moss
- Wyatt Carnell como Wolfgang von Trips
- Andrea Dolente como Gino Rancati
- Giuseppe Bonifati como Giacomo Cuoghi
- Giuseppe Festinese como Piero Ferrari
- Daniela Piperno como Adalgisa Ferrari
- Benedetto Benedettini como Dino Ferrari
- Tommaso Basili como Gianni Agnelli

## Producción

### Desarrollo
El director Michael Mann comenzó a explorar la realización de la película alrededor del año 2000, después de haber discutido el proyecto con Sydney Pollack. En agosto de 2015, Christian Bale entró en negociaciones para protagonizar a Ferrari. Se planeó para que la filmación comenzara en el verano de 2016 en Italia. En octubre de 2015, Paramount Pictures compró los derechos de distribución mundial de la película. En enero de 2016 Bale abandonó la película  por la preocupación de no cumplir con los requisitos de peso para el papel antes del inicio de la producción. El proyecto se estancó hasta abril de 2017, donde Paramount ya no estaba involucrada y además Hugh Jackman entró en negociaciones para interpretar a Ferrari junto a Noomi Rapace como su esposa. El proyecto volvió a quedar inactivo hasta junio de 2020. Mann y Jackman todavía estaban en el proyecto, pero Rapace no, por lo que STX se encargaría de la distribución internacional. La filmación estaba programada para comenzar en abril de 2021.
En febrero de 2022, Jackman dejó la película y Adam Driver tomó su lugar. Además, Penélope Cruz y Shailene Woodley se unieron al elenco. Al mismo tiempo, STX también aseguró los derechos de distribución de la película con un estreno en cines. En julio, se agregaron al elenco Gabriel Leone, Sarah Gadon, Jack O'Connell y Patrick Dempsey.

### Rodaje
La preproducción comenzó en abril de 2022 y la filmación originalmente estaba programada para comenzar en julio en Módena. La fotografía principal comenzó el 17 de agosto de 2022 en Italia. El rodaje se produjo en Brescia a principios de octubre. La producción de la película terminó a fines de octubre de 2022.

### Banda sonora
La música de la película está compuesta por Daniel Pemberton. Milan Records lanzó la banda sonora el 25 de diciembre de 2023.

## Estreno
En octubre de 2022 se lanzó un primer vistazo de dos imágenes. El estreno mundial de la película fue el 31 de agosto de 2023 para el Festival de Cine de Venecia, antes de estrenarse en Estados Unidos el 25 de diciembre de 2023.
Inicialmente programado para un estreno en cines de Estados Unidos, el principal financista de la película, STX Entertainment, planeó estrenar el largometraje en Showtime y Paramount+ en los Estados Unidos en lugar de hacerlo en cines, liberándolo a través de su acuerdo con Lionsgate, [8] pero finalmente decidió otorgar la licencia de los derechos de distribución en Estados Unidos a otro distribuidor cinematográfico. Neon pagó entre 15 y 17 millones de dólares por los derechos de distribución en Estados Unidos en una guerra de ofertas que también incluyó a A24, un servicio de transmisión no especificado y un estudio cinematográfico no especificado que luego programó el estreno de la película en cines en los Estados Unidos el 25 de diciembre de 2023. [8] [38] Neon también gastó alrededor de $7 millones para comercializar la película en los Estados Unidos.
Fue adquirida para ser distribuida por Sky Cinema y Now en el Reino Unido, y por STX en el resto del mundo.

### Formato casero
Ferrari se estrenó en plataformas digitales en Estados Unidos el 23 de enero de 2024 y está previsto en Blu-ray y DVD el 12 de marzo de 2024. La película se estrenará en Francia a través de Amazon Prime Video.

## Recepción

### Taquilla
Al 14 de septiembre de 2024, Ferrari ha recaudado $18,5 millones de dólares en Estados Unidos y Canadá, y $25,0 millones de dólares en otros territorios, para un total mundial de $43,6 millones de dólares.
En Estados Unidos y Canadá, la película se estrenó junto con The Boys in the Boat y El color púrpura y se proyectaba que recaudaría alrededor de $1 millón de dólares en 2.330 salas en su primer día. Terminó superando ligeramente las expectativas, recaudando $2,9 millones de dólares y terminando en sexto lugar. El fin de semana siguiente, la película recaudó $4,1 millones de dólares, terminando noveno en la taquilla y quedando $10,9 millones de dólares durante su primera semana de estreno. En el segundo fin de semana de la película recaudó $2,5 millones de dólares y terminó en novena posición.

### Crítica
Ferrari recibió reseñas generalmente positivas de parte de la crítica y de la audiencia. En el sitio web agregador de reseñas Rotten Tomatoes, la película posee una aprobación de 73%, basada en 176 reseñas, con una calificación de 6.6/10 y un consenso crítico que dice "Elegante y bien interpretada, Ferrari supera su narrativa ocasionalmente poco potente para ofrecer una película biográfica conmovedora y admirablemente compleja". De parte de la audiencia tiene una aprobación de 68%, basada en más de 500 votos, con una calificación de 3.7/5.
El sitio web Metacritic le dio a la película una puntuación de 73 de 100, basada en 41 reseñas, indicando "reseñas generalmente favorables". Las audiencias encuestadas por CinemaScore le otorgaron a la película una "B" en una escala de A+ a F, mientras que en el sitio IMDb los usuarios le asignaron una calificación de 6.8/10, sobre la base de más de más de 6400 votos. En la página web FilmAffinity la película tiene una calificación de 6.4/10, basada en 31 votos.
Marlow Stern de Rolling Stone elogió la actuación de Penélope Cruz y escribió: "Hay una fuerza imparable en el centro de Ferrari de Michael Mann. Es rápido, feroz y tremendamente impredecible. En un momento te tiene en medio del éxtasis; al siguiente, teme por tu vida. Y cuando lo ves venir a la vuelta de la esquina, es el telón. Ni te molestes en dar pelea, vas a perder. Estoy hablando, por supuesto, de Penélope Cruz".
Damon Wise de Deadline Hollywood fue más crítico con la actuación de Adam Driver y afirmó: "Teniendo en cuenta lo que está en juego [en la película], una actuación principal extrañamente carente de emociones de Adam Driver hace que sea difícil simpatizar con este personaje extraño y profundamente ensimismado en el ritmo glacial de su narrativa, y una película que se espera que tome la delantera en la temporada de premios tendrá dificultades para mantener esa primera posición".
El actor italiano Pierfrancesco Favino criticó la película por elegir actores estadounidenses para interpretar personajes italianos, en lugar de actores italianos. El periódico italiano La Stampa consideró que era una película hermosa, pero lamentó que sólo cubría una parte limitada de la vida de Ferrari, mientras que Piero Ferrari señaló varios elementos en la película que, según él, no reflejaban fielmente los hechos.
Entre críticas mixtas, Kevin Nguyen de The Verge escribió que quería "darle crédito a Ferrari por ser una película más extraña de lo que cabría esperar para una película biográfica sobre un tipo que construye autos deportivos icónicos. Pero cada viraje parece impreciso y cada desvío simplemente toma La película avanza en una dirección poco clara".